# 梅鄉站
梅鄉站（日语：／ Umesato eki */?），位於日本千葉縣野田市山崎，是東武鐵道野田線（東武都市公園線）的鐵路車站。車站編號是TD 18。

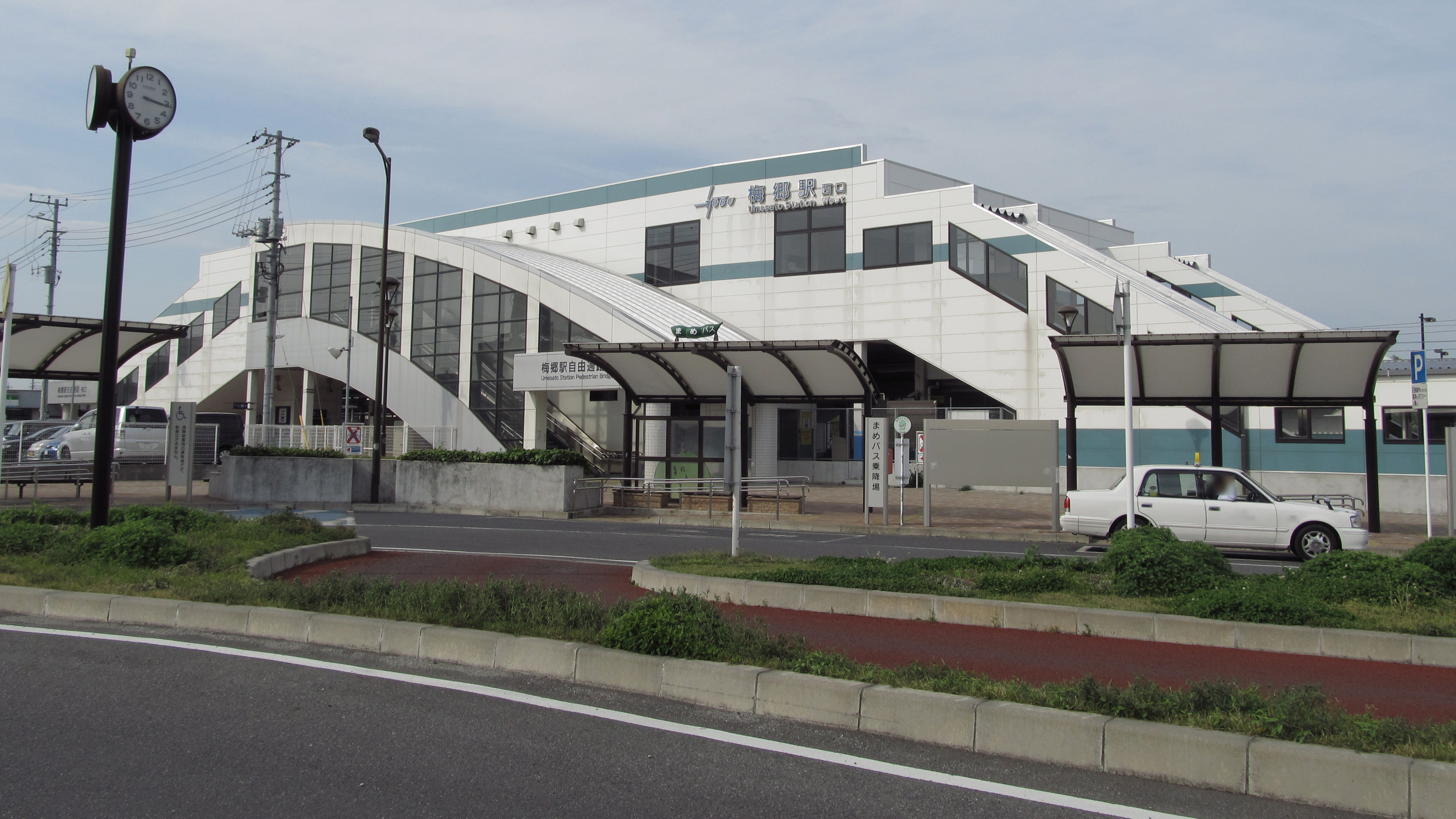
西口（2013年4月）

## 車站結構

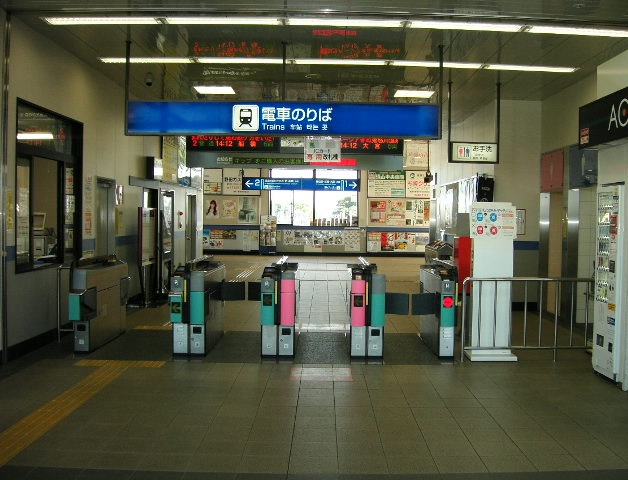
驗票口（2010年10月）

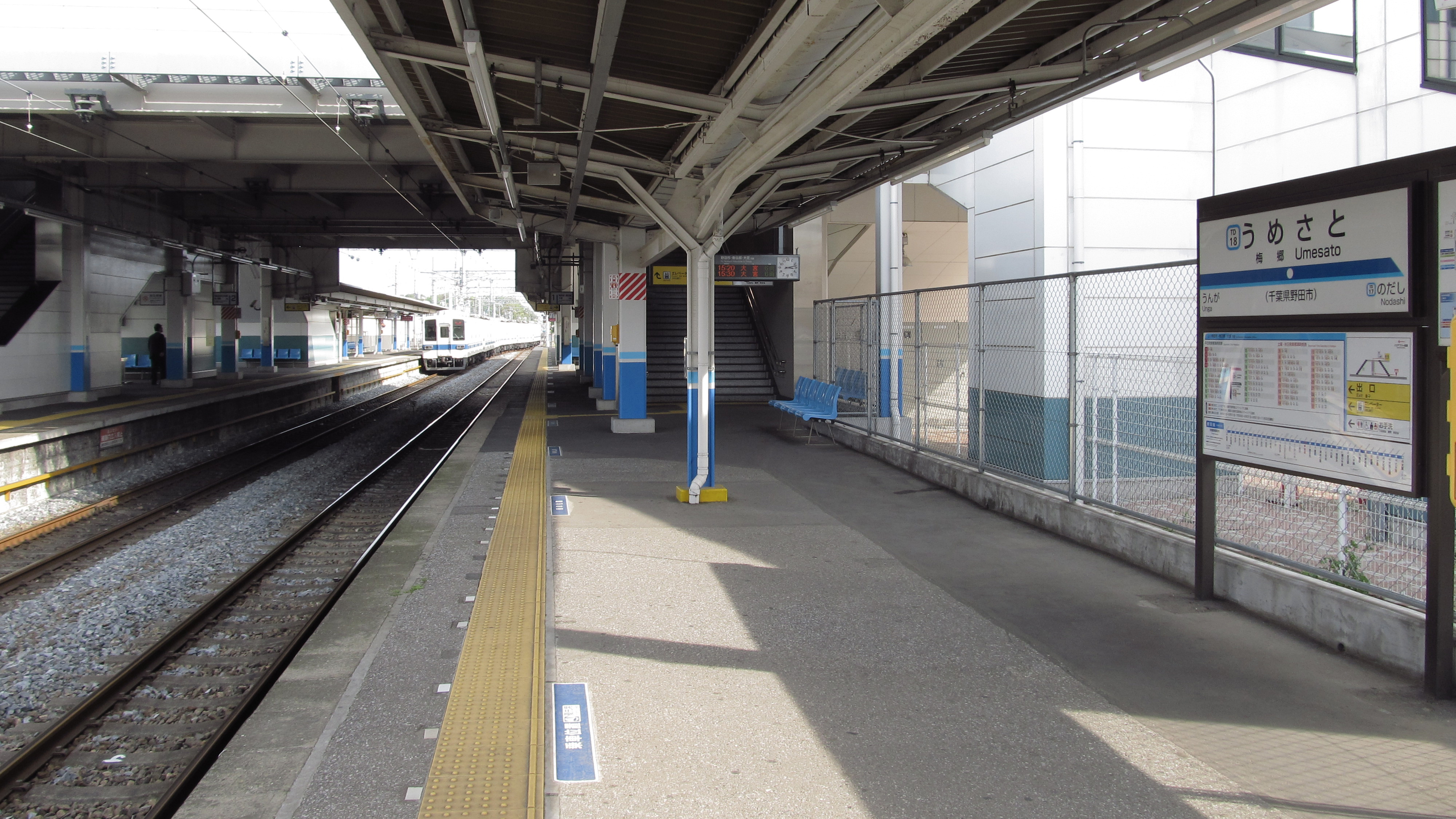
月台（2013年4月）

本站為對向式月台2面2線的地面車站，設有跨站式站房，東西各出口以自由通道聯絡。大堂與各出口與月台之間各設有扶手電梯和升降機聯絡。廁所位於入閘後右側，設有多用途廁所。

### 月台配置
| 月台 | 路線           | 方向 | 目的地                     |
| ---- | -------------- | ---- | -------------------------- |
| 1    | 東武都市公園線 | 上行 | 野田市、春日部、大宮方向   |
| 2    | 東武都市公園線 | 下行 | 流山大鷹之森、柏、船橋方向 |

## 使用情況
2016年度1日平均上下車人次為16,881人。
近年1日平均上下、上車人次如下｡
| 年度               | 1日平均 上下車人次 | 1日平均 上車人次 |
| ------------------ | ------------------ | ---------------- |
| 2001年（平成13年） |                    | 8,040            |
| 2002年（平成14年） |                    | 7,788            |
| 2003年（平成15年） | 15,279             | 7,657            |
| 2004年（平成16年） | 15,059             | 7,558            |
| 2005年（平成17年） | 15,170             | 7,632            |
| 2006年（平成18年） | 15,304             | 7,650            |
| 2007年（平成19年） | 15,733             | 7,892            |
| 2008年（平成20年） | 16,196             | 8,139            |
| 2009年（平成21年） | 16,091             | 8,080            |
| 2010年（平成22年） | 15,980             | 8,022            |
| 2011年（平成23年） | 15,960             | 8,016            |
| 2012年（平成24年） | 16,217             |                  |
| 2013年（平成25年） | 16,567             |                  |
| 2014年（平成26年） | 16,485             |                  |
| 2015年（平成27年） | 16,689             |                  |
| 2016年（平成28年） | 16,881             |                  |

## 相鄰車站
東武鐵道
 東武都市公園線
- ■特急「都市公園Liner」停靠站

■急行、■普通
野田市（TD 17）－梅鄉（TD 18）－運河（TD 19）

## 外部連結
- 梅鄉（車站資訊） - 東武鐵道